# 中国驻马拉维大使列表
本列表为中華民國和中華人民共和國驻马拉维历任大使名录。

## 历任中国驻马拉维大使

### 中华民国驻马拉维大使（1966年－2008年）
1966年7月11日，中华民国与马拉维建交，并于同年8月12日设立驻马拉维大使馆。2008年1月14日，中华民国与马拉维断交。
| 姓名   | 任命          | 到任          | 递交国书       | 免职          | 离任          | 外交衔级 | 外交职务     | 备注 | 备注 |
| ------ | ------------- | ------------- | -------------- | ------------- | ------------- | -------- | ------------ | ---- | ---- |
| 陳以源 | 1966年8月19日 | 1966年9月25日 | 1966年10月4日  | 1970年6月18日 | 1970年7月28日 | 大使     | 特命全权大使 |      |      |
| 趙金鏞 | 1970年6月18日 | 1970年8月12日 | 1970年8月21日  | 1981年2月17日 | 1981年3月16日 | 大使     | 特命全权大使 |      |      |
| 冯耀曾 | 1981年2月17日 | 1981年4月18日 | 1981年5月25日  | 1990年11月9日 |               | 大使     | 特命全权大使 |      |      |
| 石承仁 | 1990年11月9日 |               | 1990年12月19日 | 1999年2月4日  | 1999年3月8日  | 大使     | 特命全权大使 |      |      |
| 陳錫燦 | 1999年2月4日  |               | 1999年3月17日  | 2005年6月17日 | 2005年7月     | 大使     | 特命全权大使 |      |      |
| 莊訓鎧 | 2005年6月17日 | 2005年7月31日 | 2005年8月9日   |               | 2008年1月23日 | 大使     | 特命全权大使 |      |      |

### 中华人民共和国驻马拉维大使（2008年至今）
2007年12月28日，中华人民共和国与马拉维共和国建交。2008年1月26日，中国驻马拉维大使馆正式开馆。
| 姓名   | 任命           | 任命          | 到任          | 递交国书       | 免职           | 免职          | 离任          | 外交衔级 | 外交职务     | 备注     |
| 姓名   | 全国人大常委会 | 主席          | 到任          | 递交国书       | 全国人大常委会 | 主席          | 离任          | 外交衔级 | 外交职务     | 备注     |
| ------ | -------------- | ------------- | ------------- | -------------- | -------------- | ------------- | ------------- | -------- | ------------ | -------- |
| 樊桂金 | 不適用         | 不適用        | 2008年1月7日  |                | 不適用         | 不適用        | 2008年5月     | 大使     | 临时代办     | 筹备开馆 |
| 林松添 | 2008年2月28日  | 2008年6月5日  | 2008年5月19日 | 2008年5月23日  | 2010年4月29日  | 2010年9月19日 | 2010年8月10日 | 大使     | 特命全权大使 |          |
| 潘和钧 | 2010年4月29日  | 2010年9月19日 | 2010年8月27日 | 2010年10月29日 | 2014年2月27日  | 2014年8月27日 | 2014年7月     | 大使     | 特命全权大使 |          |
| 张清洋 | 2014年2月27日  | 2014年8月27日 | 2014年7月28日 | 2014年9月3日   | 2015年12月27日 | 2016年3月30日 | 2016年2月     | 大使     | 特命全权大使 |          |
| 王世廷 | 2015年12月27日 | 2016年3月30日 | 2016年3月30日 | 2016年4月29日  | 2017年12月27日 | 2018年8月8日  | 2018年5月     | 大使     | 特命全权大使 |          |
| 刘洪洋 | 2018年4月27日  | 2018年8月8日  | 2018年7月17日 | 2018年8月3日   | 2022年2月28日  | 2022年9月8日  | 2022年4月     | 大使     | 特命全权大使 |          |
| 龙舟   | 2022年4月20日  | 2022年9月8日  | 2022年7月31日 | 2022年8月11日  |                | 2025年5月19日 | 2024年10月    | 大使     | 特命全权大使 |          |
| 陆旭   |                | 2025年5月19日 | 2025年2月10日 | 2025年2月18日  | 现任           |               |               | 大使     | 特命全权大使 |          |